# Judith Collins

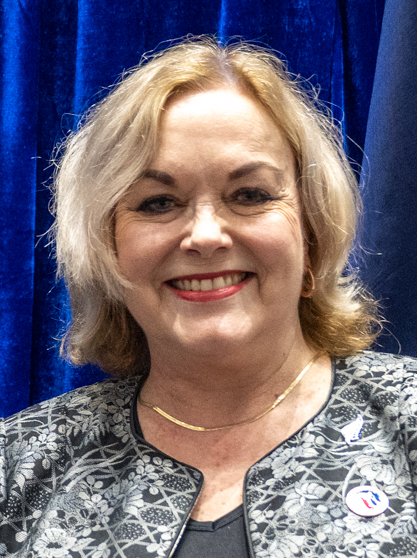
Judith Collins, 2024

Judith Anne Collins (* 24. Februar 1959 in Te Aroha, Neuseeland) ist eine Politikerin der New Zealand National Party. Sie ist seit dem 14. Juli 2020 die Parteiführerin ihrer Partei und führt damit gleichzeitig die Opposition im Neuseeländischen Parlament an.

## Leben
Judith Collins wurde am 24. Februar 1959 als letzte von sechs Kindern der Eheleute Percy und Jessie Collins in Hamilton geboren.
Sie erhielt ihre höhere Schulbildung am Matamata College in Matamata, studierte Rechtswissenschaft an der University of Auckland und schloss dort nacheinander im Jahr 1981 mit einem Bachelor of Laws, 1984 mit einem Master of Taxation Studies und 1987 mit einem Master of Laws ab.

## Berufliche Karriere
Als Rechtsanwältin übernahm sie 1998 für ein Jahr die Präsidentschaft der Auckland District Law Society, gefolgt von der Position der Vizepräsidentin der New Zealand Law Society von 1999 bis 2000. Ebenfalls im Jahr 1998 übernahm sie für zwei Jahre die Positionen des Direktors der Dairy Brands Limited und die des Chairman der Savoy Equities Limited. Von 1999 bis 2001 hatte sie den Posten des Direktors der Housing New Zealand Limited Company und übernahm im gleichen Jahr für drei Jahre den Vorsitz der Casino Control Authority. Auch ist Collins dafür bekannt, dass sie zusammen mit ihrem Ehemann zeitweise ein Restaurant betrieb und mit Judith Collins & Associates, Barristers & Solicitors eine eigene Firma gründete.

## Politische Karriere
Collins gewann am 27. Juli 2002 mit einem Anteil von nur 37,26 % der abgegebenen Stimmen den Wahlkreis Clevedon, konnte sich aber bei der nächsten Wahl im Jahr 2005 auf 58,60 % erheblich steigern.
| Wahljahr | Direktkandidat | Stimmen | Partei         | Stimmen |
| -------- | -------------- | ------- | -------------- | ------- |
| 2002     | Judith Collins | 37,26 % | Labour Party   | 34,11 % |
| 2005     | Judith Collins | 58,60 % | National Party | 51,82 % |

Zur Parlamentswahl des Jahres 2008 wurde der Wahlkreis durch eine Neuordnung aufgelöst und Collins trat daraufhin für den neu gebildeten Wahlkreis Papakura zur Wahl an. Auch diesen neu gebildeten Wahlkreis konnte sie in all den Jahren 2008, 2011, 2014, 2017, 2020 und 2023 für sich entscheiden.
| Wahljahr | Direktkandidat | Stimmen | Partei         | Stimmen |
| -------- | -------------- | ------- | -------------- | ------- |
| 2008     | Judith Collins | 58,90 % | National Party | 51,19 % |
| 2011     | Judith Collins | 58,03 % | National Party | 52,21 % |
| 2014     | Judith Collins | 51,01 % | National Party | 46,07 % |
| 2017     | Judith Collins | 54,73 % | National Party | 51,00 % |
| 2020     | Judith Collins | 48,99 % | Labour Party   | 42,64 % |
| 2023     | Judith Collins | 57,79 % | National Party | 51,67 % |

### Ministerämter in den Regierungen Key und English
Während ihrer Zeit im Parlament hatte Collins verschiedene Ministerposten unter den Premierministern John Key und Bill English inne. John Key holte sie im November 2008 in sein Kabinett. Dort bekleidete sie bis in das Jahr 2016 folgende Ministerämter:
| Minister                                            | vom               | bis               |
| --------------------------------------------------- | ----------------- | ----------------- |
| Minister of Corrections                             | 19. November 2008 | 13. Dezember 2011 |
| Minister of Police                                  | 19. November 2008 | 13. Dezember 2011 |
| Minister of Veterans' Affairs                       | 19. November 2008 | 13. Dezember 2011 |
| Minister of ACC (Accident Compensation Corporation) | 14. Dezember 2011 | 30. August 2014   |
| Minister of Ethnic Affairs                          | 14. Dezember 2011 | 30. August 2014   |
| Minister of Justice                                 | 14. Dezember 2011 | 30. August 2014   |
| Minister of Police                                  | 14. Dezember 2015 | 20. Dezember 2016 |
| Minister of Justice                                 | 14. Dezember 2015 | 20. Dezember 2016 |

Quelle: New Zealand Parliament
Als John Key mitten in der Legislaturperiode sein Amt zur Verfügung stellte und Bill English die Regierungsgeschäfte übernahm, betraute er Collins mit folgenden Ämtern bis zu den regulären Parlamentswahlen im Oktober 2017.
| Minister                         | vom               | bis              |
| -------------------------------- | ----------------- | ---------------- |
| Minister of Ethnic Affairs       | 20. Dezember 2016 | 26. Oktober 2017 |
| Minister of Energy and Resources | 20. Dezember 2016 | 26. Oktober 2017 |
| Minister of Revenue              | 20. Dezember 2016 | 26. Oktober 2017 |

Quelle: New Zealand Parliament
Im Jahr 2017 verlor die National Party ihre Regierungsmehrheit an die New Zealand Labour Party, die unter Jacinda Ardern eine Koalitionsregierung bilden konnte. 2023 war diese Mehrheit für Labour dahin und mit dem guten Abschneiden der National Party, konnte Christopher Luxon mit seiner Partei über eine Drei-Parteien-Koalition eine Regierung bilden, deren Teil Collins mit sechs Ministerämtern und der Ernennung zum Attorney-General wurde (siehe nachfolgend).

### Ministerämter in der Regierung Luxon
Mit der Regierungsbildung vom 27. November 2023 übernahm Lee folgende Ministerämter:
| Minister | vom               | bis     |
| --- | ----------------- | ------- |
| Attorney-General | 27. November 2023 | aktuell |
| Minister of Defence | 27. November 2023 | aktuell |
| Minister for Digitising Government | 27. November 2023 | aktuell |
| Minister of Science, Innovation and Technology                                                                                                  | 27. November 2023 | aktuell |
| Minister for Space (Accident Compensation Corporation)                                                                                          | 27. November 2023 | aktuell |
| Minister Responsible for the GCSB | 27. November 2023 | aktuell |
| Minister Responsible for the NZSIS | 27. November 2023 | aktuell |
| Lead Coordination Minister for the Government’s Response to the Royal Commission’s Report into the Terrorist Attack on the Christchurch Mosques | 27. November 2023 | aktuell |

Quelle: Department of the Prime Minister and Cabinet

## Familie
Collins ist mit David Wong-Tung verheiratet und hat einen Sohn.

## Werke
- Judith Collins: Pull No Punches. Memoir of a political survivor. Allen & Unwin, Auckland 2020, ISBN 978-1-76087-465-0 (englisch).